# خوردگی سولفید بیوژنیک
خوردگی سولفیدی بیوژنیک یک فرایند باکتریایی است که در آن گاز هیدروژن سولفید تشکیل می‌شود و سپس به سولفوریک اسید تبدیل می‌شود که به بتن و فولاد در محیط‌های فاضلابی حمله می‌کند. گاز سولفید هیدروژن در حضور رطوبت به صورت بیوشیمیایی اکسید شده و اسید سولفوریک تشکیل می‌دهد. اثر اسید سولفوریک بر سطوح بتنی و فولادی که در معرض محیط‌های فاضلابی شدید قرار دارند، می‌تواند ویرانگر باشد. تنها در ایالات متحده آمریکا، خوردگی باعث از دست رفتن دارایی‌های فاضلاب می‌شود که تخمین زده می‌شود سالانه ۱۴ میلیارد دلار باشد. انتظار می‌رود این هزینه با ادامهٔ خرابی زیرساخت‌های فرسوده افزایش یابد.

## محیط زیست
خوردگی ممکن است در جایی رخ دهد که فاضلاب کهنه، گاز سولفید هیدروژن را در اتمسفر حاوی گاز اکسیژن و رطوبت نسبی بالا تولید کند. باید یک زیستگاه آبی بی‌هوازی زیرین حاوی سولفات‌ها و یک زیستگاه آبی هوازی رویی وجود داشته باشد که توسط یک فاز گازی حاوی اکسیژن و سولفید هیدروژن با غلظت‌های بیش از ۲ بخش در یکای سنجش از هم جدا شده باشند.

### تبدیل سولفات به سولفید هیدروژن
فاضلاب خانگی تازه که وارد سیستم جمع‌آوری فاضلاب می‌شود حاوی پروتئین‌هایی از جمله ترکیبات گوگرد آلی است که قابل اکسید شدن به سولفات‌ها هستند (SO2–
4 و ممکن است حاوی سولفات‌های معدنی باشد. اکسیژن محلول با شروع تجزیه مواد آلی در فاضلاب توسط باکتری‌ها، کاهش می‌یابد. در غیاب اکسیژن محلول و نیترات، سولفات‌ها به عنوان منبع جایگزین اکسیژن برای کاتابولیسم زباله‌های آلی توسط باکتری‌های کاهنده سولفات که در درجه اول از گونه‌های بی‌هوازی اجباری شناسایی می‌شوند، به سولفید هیدروژن (H2S) احیا می‌شوند.
تولید سولفید هیدروژن به پارامترهای مختلف فیزیکوشیمیایی، توپوگرافی و هیدرولیکی بستگی دارد مانند:
- غلظت اکسیژن فاضلاب. آستانه ۰٫۱ است میلی‌گرم در لیتر؛ بالاتر از این مقدار، سولفیدهای تولید شده در لجن و رسوبات توسط اکسیژن اکسید می‌شوند؛ کمتر از این مقدار، سولفیدها در فاز گازی منتشر می‌شوند.
- دما. هرچه دما بالاتر باشد، سینتیک تولید H2S سریع‌تر می‌شود.
- پی اچ فاضلاب. باید بین ۵٫۵ تا ۹ و در حالت بهینه بین ۷٫۵ تا ۸ باشد.
- غلظت سولفات
- غلظت مواد مغذی، مرتبط با نیاز بیوشیمیایی به اکسیژن
- مفهوم فاضلاب همان‌طور که H2S فقط در شرایط بی‌هوازی تشکیل می‌شود. جریان آهسته و زمان ماند طولانی، زمان بیشتری را به باکتری‌های هوازی می‌دهد تا تمام اکسیژن محلول موجود در آب را مصرف کنند و شرایط بی‌هوازی ایجاد شود. هرچه زمین مسطح‌تر باشد، می‌توان شیب کمتری به شبکه فاضلاب داد و این امر به جریان کندتر و ایستگاه‌های پمپاژ بیشتر (که در آنها زمان ماند عموماً طولانی‌تر است) کمک می‌کند.

### تبدیل سولفید هیدروژن به اسید سولفوریک
مقداری گاز هیدروژن سولفید به فضای بالای فاضلاب نفوذ می‌کند. رطوبت تبخیر شده از فاضلاب گرم ممکن است روی دیواره‌های غیر غوطه‌ور فاضلاب متراکم شود و احتمالاً به صورت قطرات نیمه‌شکل از تاج افقی فاضلاب آویزان شود. از آنجایی که بخشی از گاز سولفید هیدروژن و گاز اکسیژن موجود در هوای بالای فاضلاب در این قطرات ساکن حل می‌شوند، آنها به زیستگاهی برای باکتری‌های اکسیدکننده گوگرد، از جنس اسیدیتیوباسیلوس، تبدیل می‌شوند. کلنی‌های این باکتری‌های هوازی، گاز سولفید هیدروژن را به اسید سولفوریک متابولیزه می‌کنند (H
2SO
4)

## خوردگی
اسید سولفوریک تولید شده توسط میکروارگانیسم‌ها با سطح مواد سازه‌ای واکنش می‌دهد. برای سیمان پرتلند معمولی، این ماده با هیدروکسید کلسیم موجود در بتن واکنش داده و سولفات کلسیم تشکیل می‌دهد. این تغییر همزمان ماهیت پلیمری هیدروکسید کلسیم را از بین می‌برد و یک مولکول بزرگتر را در ماتریس جایگزین می‌کند که باعث فشار و خرد شدن بتن مجاور و ذرات سنگدانه می‌شود. تاج ضعیف شده ممکن است تحت بارهای سنگین سربار فرو بریزد. حتی در یک شبکه فاضلاب با طراحی خوب، یک قاعده سرانگشتی در صنعت نشان می‌دهد که ۵٪ از کل طول ممکن است دچار خوردگی بیوژنیک شود. در این مناطق خاص، خوردگی سولفید بیوژنیک می‌تواند فلز یا بتن را چندین میلی‌متر در سال تخریب کند (به جدول مراجعه کنید).
| منبع                                      | از دست دادن ضخامت (به میلی‌متر در سال) | نوع ماده |
| ----------------------------------------- | ------------------------------------- | -------- |
| سازمان حفاظت محیط زیست ایالات متحده، ۱۹۹۱ | ۲٫۵ – ۱۰                              | بتن      |
| مورتون و همکاران، ۱۹۹۱                    | ۲٫۷                                   | بتن      |
| موری و همکاران، ۱۹۹۲                      | ۴٫۳ – ۴٫۷                             | بتن      |
| اسماعیل و همکاران، ۱۹۹۳                   | ۲ – ۴                                 | ملات     |
| دیویس، ۱۹۹۸                               | ۳٫۱                                   | بتن      |
| مونتنی و همکاران، ۲۰۰۱                    | ۱٫۰ – ۱٫۳                             | ملات     |
| وینکه و همکاران، ۲۰۰۲                     | ۱٫۱ – ۱٫۸                             | بتن      |

برای سیمان‌های کلسیم آلومینات، فرایندها کاملاً متفاوت هستند زیرا بر اساس ترکیب شیمیایی دیگری هستند. حداقل سه مکانیسم مختلف در مقاومت بهتر در برابر خوردگی بیوژنیک نقش دارند:
- اولین مانع، ظرفیت خنثی‌سازی اسید بیشتر سیمان‌های کلسیم آلومینات در مقایسه با سیمان پرتلند معمولی است؛ یک گرم سیمان کلسیم آلومینات می‌تواند حدود ۴۰٪ اسید بیشتری را نسبت به یک گرم سیمان پرتلند معمولی خنثی کند. برای تولید اسید معین توسط بیوفیلم، بتن ساخته شده با سیمان کلسیم آلومینات دوام بیشتری خواهد داشت.
- مانع دوم به دلیل رسوب لایه‌ای از ژل آلومینا (AH3 در نمادگذاری شیمی سیمان) است، زمانی که pH سطحی به زیر ۱۰ می‌رسد. AH3 تا pH برابر با ۴ یک ترکیب پایدار است و تا زمانی که pH سطح توسط فعالیت باکتریایی به زیر ۳–۴ کاهش نیابد، یک سد مقاوم در برابر اسید تشکیل می‌دهد.
- مانع سوم، اثر باکتریواستاتیک است که به صورت موضعی فعال می‌شود، زمانی که سطح به مقادیر pH کمتر از ۳–۴ می‌رسد. در این سطح، ژل آلومینا دیگر پایدار نیست و حل می‌شود و یون‌های آلومینیوم آزاد می‌کند. این یون‌ها در بیوفیلم نازک تجمع می‌یابند. وقتی غلظت به ۳۰۰ تا ۵۰۰ برسد بخش در یکای سنجش، اثر باکتریواستاتیک بر متابولیسم باکتری‌ها خواهد داشت. به عبارت دیگر، باکتری‌ها اکسیداسیون گوگرد از H2S برای تولید اسید را متوقف می‌کنند و pH دیگر کاهش نمی‌یابد.

ملاتی که از سیمان آلومینات کلسیم همراه با سنگدانه‌های آلومینات کلسیم ساخته شده باشد، یعنی یک ماده ۱۰۰٪ آلومینات کلسیم، دوام بسیار بیشتری خواهد داشت، زیرا سنگدانه‌ها می‌توانند رشد میکروارگانیسم‌ها را نیز محدود کرده و تولید اسید را در خود منبع مهار کنند.

## پیشگیری
چندین گزینه برای مقابله با مشکلات خوردگی سولفید بیوژنیک وجود دارد: اختلال در تشکیل H2S، تخلیه H2S یا استفاده از مواد مقاوم در برابر خوردگی بیوژنیک. برای مثال، فاضلاب با سرعت بیشتری از میان فاضلاب‌های با شیب تندتر عبور می‌کند و زمان موجود برای تولید سولفید هیدروژن را کاهش می‌دهد. به همین ترتیب، حذف لجن و رسوبات از کف لوله‌ها، میزان نواحی بی‌هوازی مسئول رشد باکتری‌های کاهنده سولفات را کاهش می‌دهد. تهویه مناسب فاضلاب می‌تواند غلظت گاز سولفید هیدروژن در جو را کاهش دهد و ممکن است تاج‌های فاضلاب روباز را خشک کند، اما این امر ممکن است باعث ایجاد بو برای همسایگان اطراف شفت‌های تهویه شود. سه روش کارآمد دیگر نیز می‌توانند مورد استفاده قرار گیرند که شامل عملکرد مداوم تجهیزات مکانیکی است: افزودن مداوم واکنش‌دهنده شیمیایی مانند نیترات کلسیم به آب فاضلاب برای مختل کردن تشکیل H2S، تهویه فعال از طریق واحدهای تصفیه بو برای حذف H2S، یا تزریق هوای فشرده در خطوط لوله تحت فشار برای جلوگیری از ایجاد شرایط بی‌هوازی. در مناطق فاضلاب که خوردگی سولفید بیوژنیک پیش‌بینی می‌شود، می‌توان مواد مقاوم در برابر اسید مانند سیمان‌های آلومینات کلسیم، لوله‌های سفالی منجمد را جایگزین فاضلاب‌های بتنی یا فولادی معمولی کرد.
سازه‌های موجودی که در معرض خوردگی بیوژنیک زیادی قرار دارند، مانند منهول‌های فاضلاب و چاه‌های مرطوب ایستگاه‌های پمپاژ، می‌توانند بازسازی شوند. بازسازی را می‌توان با موادی مانند پوشش اپوکسی سازه‌ای انجام داد، این اپوکسی به گونه‌ای طراحی شده است که هم در برابر اسید مقاوم باشد و هم سازه بتنی آسیب‌دیده را تقویت کند.